# Fröken Kyrkråtta
Fröken Kyrkråtta er en svensk film fra 1941 af Schamyl Bauman. Der blev samme år indspillet en dansk udgave med titlen Frøken Kirkemus.
- Manuskript Ragnar Hyltén-Cavallius og dialog af Hasse Ekman, baseret på et skuespil af Ladislas Fodor.
- Instruktion Schamyl Bauman.
- Musik af Kai Gullmar og Hasse Ekman

## Medvirkende
- Marguerite Viby
- Edvin Adolphson
- Ernst Eklund
- Karl-Arne Holmsten
- Eivor Landström
- John Botvid
- Carl Hagman
- Georg Funkquist
- Nils Johannisson
- Emil Fjellström
- Arne Lindblad